# Dea saffica
Dea saffica è un singolo della cantautrice Italiana Gaia, pubblicato il 12 aprile 2024.

## Descrizione
Il brano è stato scritto dalla stessa cantante con Bias, produttore del brano. Tematicamente il brano è una celebrazione delle donne. In un'intervista rilasciata a TV Sorrisi e Canzoni la cantante ha raccontato il significato del brano:

## Promozione
La cantante si esibisce con il brano nel corso della puntata del 13 aprile 2024 del talent show Amici di Maria De Filippi.

## Video musicale
Il video musicale, diretto da Stella Asia Consonni, è stato pubblicato in concomitanza del lancio del singolo sul canale YouTube della cantante.

## Tracce
Testi di Gaia Gozzi e Nicolas Biasin, musiche di Nicolas Biasin.
1. Dea saffica – 2:33

## Riconoscimenti
- Videoclip Italia Awards
  - 2025 – Candidatura al migliore styling[11]